# Hubert Léonard
Hubert Léonard (Bellaire, Liège, 7 de Abril de 1819 — Paris, 6 de Maio de 1890) foi um famoso violinista, compositor e professor de música, de origem belga, que se destacou como executante virtuoso e como professor em Leipzig, Paris e Bruxelas.
Depois de estudos preparatórios feitos sob a orientação de seu pai e de Auguste Rouma, apresenta-se pela primeira vez em público em 1832, na sua cidade natal de Liège, logo demonstrando um grande talento musical. Nesse mesmo ano partiu para Bruxelas, onde estudou violino sob a orientação de François Prume.
Entrou para o Conservatoire de Paris em 1836, onde estudou violino, harmonia e composição durante três anos com François Antoine Habeneck. A partir de 1839 passou a executante de violino em diversos conjuntos de câmara.
A convite de Felix Mendelssohn Bartholdy fixou-se em Leipzig onde continuou a sua formação musical. Em Mendelssohn encontrou um excelente professor, estudando a tradição musical alemã e inserindo-se no meio musical daquela cidade. Ali encontrou o seu compatriota Henri Vieuxtemps com o qual estabeleceu a partir de 1841 uma estreita amizade.
Entre 1844 e 1848 realizou um conjunto de digressões por diversas cidades europeias, estabelecendo uma reputação de executante de um virtuosismo ímpar.
De 1848 a 1867 exerceu as funções de professor de violino no Conservatoire Royal de Bruxelles, tendo sucedido em 1853 a Charles de Bériot como professor régio de violino naquela escola.
Devido a problemas de saúde demitiu-se e em 1866 fixou-se definitivamente em Paris, onde passou a dar lições privadas e a trabalhar como solista e compositor. Entre os seus alunos mais conhecidos desta fase contam-se Martin Marsick (também originário de Liège), César Thomson (*1857-†1931), o compositor Henri Marteau (*1874 †1934) e Ovide Musin (*1854 †1929).
Entre muitas outras obras, compôs 5 concertos para violino, trechos de música de câmara e múltiplos estudos e cadências para concertos para violino de outros compositores. As composições de Léonard aparecem inspiradas no espírito neo-clássico do seu tempo, sendo caracterizadas por uma elegância e sensibilidade que demonstram a influência de Mendelssohn. É também autor de um manual de técnicas de execução de violino, muito instrutivo, intitulado École Léonard.